# Estadial
Estadiales e interestadiales son fases que dividen el período Cuaternario (los últimos 2,6 millones de años). Los estadiales son períodos relativamente fríos y los interestadiales relativamente cálidos, en relación con el periodo en el que se encuentran, que a su vez puede ser un periodo glacial o un periodo interglacial; siendo a su vez el Cuaternario una era glacial en sí misma.
A cada una de estas fases, estadiales o interestadiales, se le atribuye un número OIS-MIS (Oxygen Isotope Stages-Marine Isotope Stage, "estadio isotópico marino") ordenado de atrás adelante desde el presente (los estadiales un número par y los interestadiales un número impar). El Holoceno (Flandriano -Transgresión flandriana, Interglacial flandriano o Posglacial-) se numera como MIS1 y el último periodo glacial  (denominado Würm -Würmiense- en Europa Central -se divide en Wurm I, II, III y a veces IV, siendo equívoca la numeración según la zona-, Vístula -Weischel- en Europa del Norte, Dee -Devensiano- en las Islas Británicas, Wisconsin en Norteamérica, Mérida en América del Sur, etc.) como MIS2. Cada una de estos se divide en intervalos relativamente cálidos o fríos. MIS 5e (Eemiano), el más cálido en el último millón de años, es el último interestadial del MIS5, siendo MIS3 y MIS1 interstadiales, mientras que MIS2 y MIS4 estadiales. Dentro de cada uno de los periodos glaciales, la adición de letras "a", "c", "e", etc. designan estadiales (MIS 6a, 6c y 6e), mientras que la adición de letras "b", "d", "f", etc. designan interstadiales.
Generalmente los estadiales duran un milenio o menos, mientras que los interestadiales suelen alcanzar casi diez mil años. Los periodos interglaciales duran más de diez mil años y los periodos glaciales unos cien mil años. Las oscilacioines Bølling y la Allerød, que estratigráficamente no están claramente diferenciadas, se suelen denominar conjuntamente como interestadial Bølling/Allerød, datándose entre 14.700 y 12.700 a. p. (años antes del presente -BP-) No debe confundirse este uso del término "oscilación" con otros, como oscilación climática ("una fluctuación en la que las variables tienden a moverse gradual y suavemente entre máximos y mínimos sucesivos"), o en los que el ritmo temporal es mucho más rápido (estacional o de varios años), como en la Oscilación del Atlántico Norte y la Oscilación del Mediterráneo Occidental (WeMO), o las "oscilaciones naturales producidas en el Pacífico central: El Niño y La Niña".
El análisis de los núcleos de hielo de Groenlandia (Greenland ice core project GRIP) ha mostrado  24 interstadiales durante los cien mil años de la Glaciación Wisconsin (denominación en Norteamérica del último periodo glacial). Su sucesión ha sido denominada como "eventos" o "sucesos Dansgaard-Oeschger" (DO events, numerados del DO1 en adelante) y han sido estudiados extensamente. En el contexto del Norte de Europa reciben el nombre de localidades (Brorup, Odderade, Oerel, Glinde, Hengelo, Denekamp, etc.) Con un criterio distinto (la sedimentación en el fondo oceánico de rocas erosionadas por los glaciares y transportadas por icebergs) se han definido los eventos Heinrich (H events, numerados del H1 al H6).

A partir de mediados del siglo XX, el extraordinario desarrollo de nuevas ciencias como la física atómica, la ecología o la palinología, así como la introducción de la informática como herramienta de análisis, dieron origen a una nueva visión del problema. Para los arqueólogos que utilizaban el paradigma de la geología estos nuevos métodos les permitían perfeccionar y matizar los datos, sólidamente establecidos, a partir del análisis estratigráfico. Sin embargo, una nueva generación de investigadores ha puesto en cuestión la capacidad de la estratigrafía para definir
fases climáticas. Los investigadores que se basan en la palinología, en medidas isotópicas, etc ... consideran que sus métodos de análisis poseen una ventaja esencial frente a la sedimentología: el actualismo. Éste permite analizar el pasado a partir de las condiciones presentes. Ello ha dado origen a una polémica centrada fundamentalmente en la existencia de fases (interestadios) en el interior de las grandes glaciaciones que tuvieron lugar durante el Cuaternario, a partir de una nueva concepción (ecológica) del término.

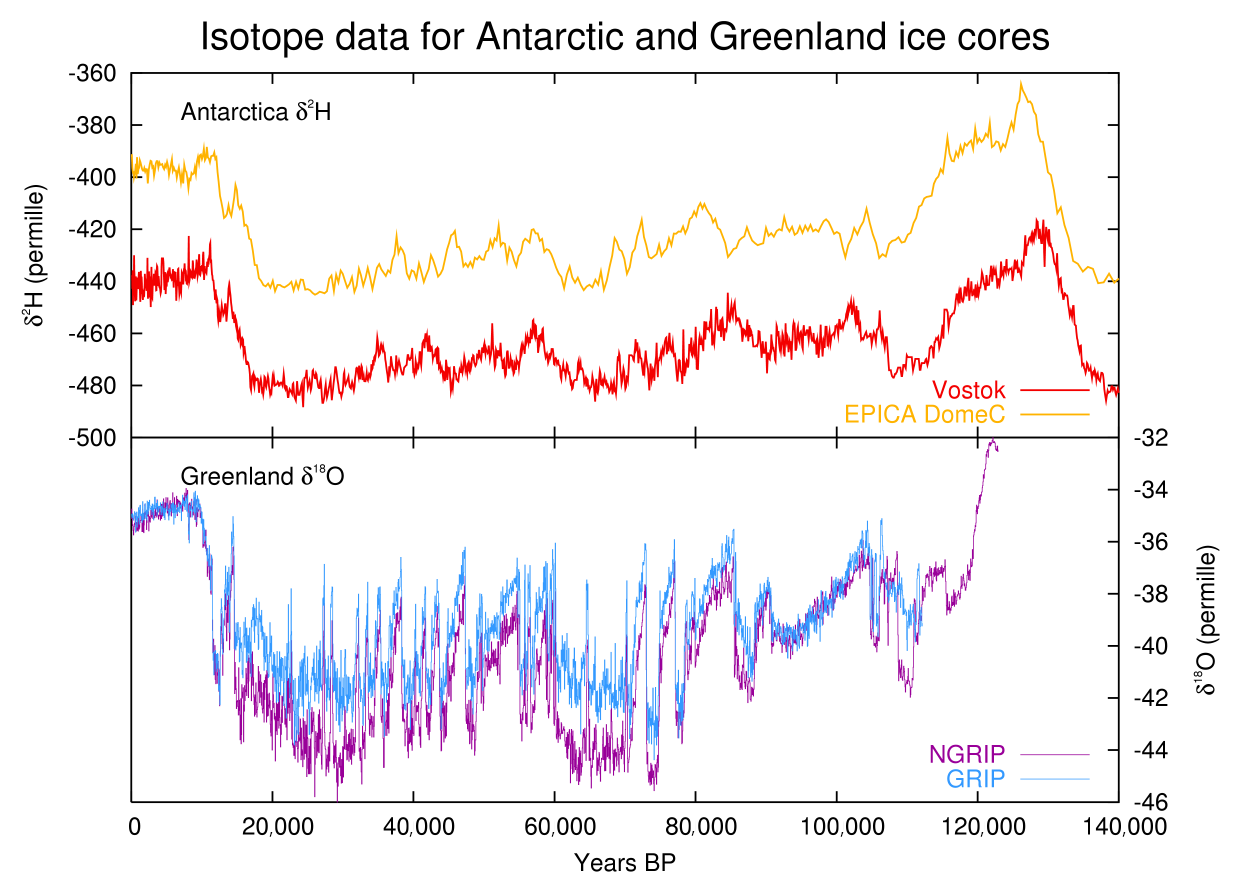
Comparación de proxies de temperatura de los últimos 140 000 años a partir de los datos de testigos de hielo recogidos en la Antártida (δ^{2}H) y Groenlandia (δ^{18}O). Los sucesos Dansgaard-Oeschger (D-O events, 25 rápidas fluctuaciones climáticas que sucedieron aproximadamente cada 1500 años durante el último periodo glacial) se reconocen en los testigos de Groenlandia entre 110 000 y 20 000 años a. p., mientras que no se aprecian en el registro antártico. Los datos GRIP y NGRIP se dan en ss09sea timescale, los de Vostok en GT4, y los de EPICA en EDC2.

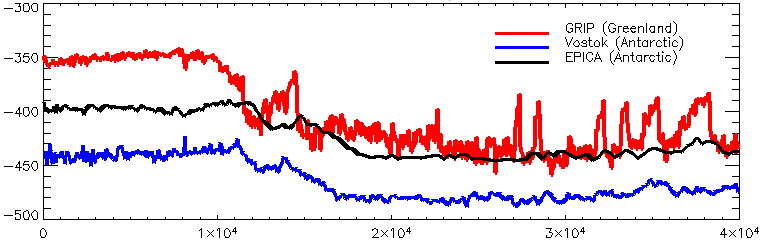
Comparación de los δ^{18}O de los testigos de hielo en Vostok y EPICA (Antártida) y GRIP (Groenlandia) en los últimos 40 000 años.

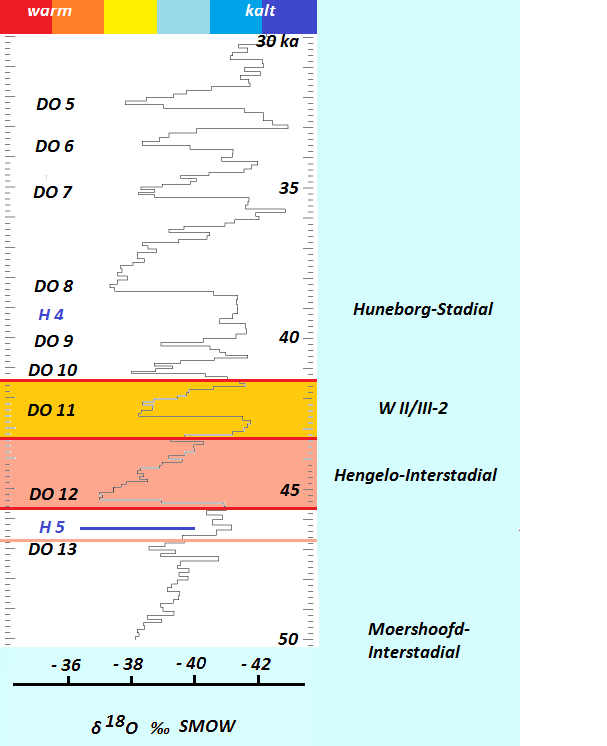
Datos significativos estadialmente entre 50 000 y 30 000 a. p. Se marca en estadial Huneburg, los interestadiales Hengelo, Moershoofd y W II/III-2 (Würm II/III2, en naranja), los eventos Dansgaard-Oeschger DO5 al DO13 y los eventos Heinrich H4 y H5. En el eje horizontal los valores δ^{18}O de GISP-2.

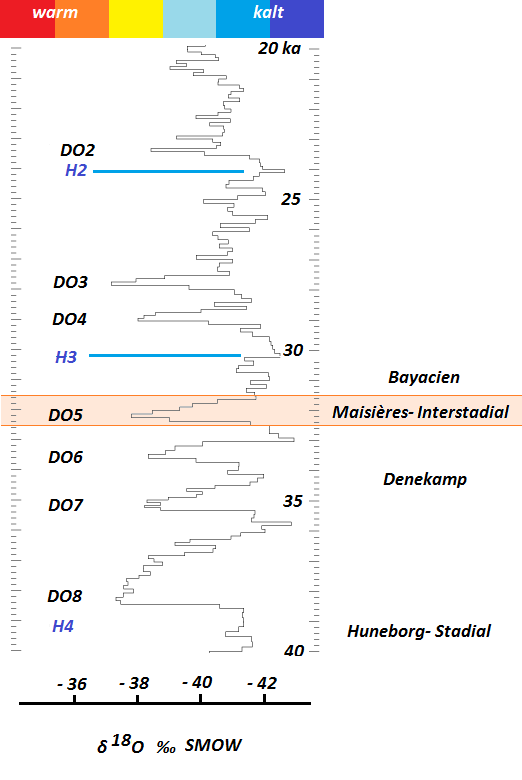
Ídem entre 40 000 y 20 000 a. p. Se marcan los interestadiales Maisières (en rosado) y Denekamp, el estadial Huneborg (el Bayaciense es el comienzo del Gravetiense), los eventos Dansgaard-Oeshger DO2 al DO8 y los eventos Heinrich H2 al H4.

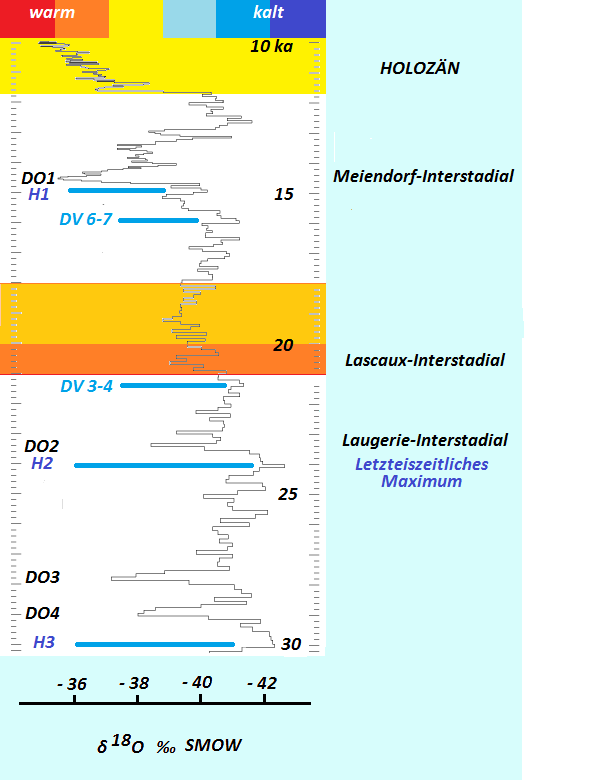
Ídem entre 30 000 y 10 000 a. p. Se marca el Holoceno, los interestadiales Meiendorf, Lascaux y Laugerie, los eventos Dansgaard-Oeshger DO1 al DO4, los eventos Heinrich H1 al H3 y el Último Máximo Glacial (marcado en el H2, 24 000 a. p.) DV 3-4 y DV 6-7 son episodios fríos marcados por la presencia de hielo en el loess superior de Dolni Vestonice.

## Divisiones estadiales e interestadiales con distintos criterios metodológicos
Zonas de polen del Holoceno, de Von Post, asociadas a las fases Blytt-Sernander
- IX Subatlántico de 2500 a. p. hasta hoy; el clima se hace más frío y húmedo que en el Subboreal: las temperaturas estivales bajan 1,0 °C y las temperaturas medias 0,7 °C. Las precipitaciones son hasta un 50% mayores. En Escandinavia el límite inferior de los glaciares desciende de 100 a 200 m.[14]
- VIII Subboreal 5000-2500 a. p.; más seco y un poco más frío que el Atlántico (-0,1º), y más cálido que el Subatlántico (+0,7º)[15]
- VII Atlántico 7500-5000 a. p. (cálido, húmedo); la temperatura aumentó y se produjo una transgresión marina (el nivel del mar se llegó a encontrar a 3 m sobre el nivel actual al final del periodo, y las mareas un metro más pronunciadas); los moluscos eran propias de aguas con una menor salinidad que la actuala; en el Norte de Europa el nivel de los lagos era generalmente mayor, con fluctuaciones, y las cliseries estaban elevadas entre 600 y 900 m sobre el nivel actual.[16]
- V y VI Boreal 9.700-7.500 a. p. (frío, seco)
- IV Preboreal 10 300-9700 a. p.

Interestadiales vinculados a los eventos DO y estadiales a los eventos H (último periodo glacial)
- Tardiglacial[17] (Late Glacial o Late Glacial Maximum[18] -"Máximo Tardiglaciar"- 13 000–10 000 a. p., no debe confundirse con el Last Glacial Maximum LGM -"Último Máximo Glacial"- c. 26 500 a. p.)

- Estadial Dryas Reciente o Dryas III (Younger Dryas -"joven"-), 12 850-12 850 a. p. (o bien 10 800-10 300 a. p. -zona de polen III-)
- Interestadial Allerød, 13 900-12 850 a. p. (o bien 11 800-10 800 a. p. -zona de polen II-)
- Estadial Dryas Medio o Dryas II (Older Dryas "más antiguo"-), 14 000-13 900 a. p. (o bien 12 000-11 800 a. p. -zona de polen Ic-)
- Interestadial Bølling, 14 650-14 000 a. p. (o bien 12 500-12 000 a. p. -zona de polen Ib-)
- Estadial Dryas Antiguo o Dryas I (Oldest Dryas -"el más antiguo"-), de ubicación debatida (15 000-14 650 a. p. -si se le considera como última fase del Pleniglacial-, o 15 000-12 500 a. p. -zona de polen Ia-, o 12 020-11 980 a. p. -considerado como segunda fase del complejo interestadial siguiente al Pleniglaciar-)
- Interestadial Meiendorf (DO1), 14 450-13 800 a. p. (o bien 14 .640-12 020 a. p. -considerado como primera fase del complejo interestadial siguiente al Pleniglaciar-)

- Pleniglacial[21] (High Glacial), 73 000-14 650 a. p.

- Estadial ¿Fase Mecklenburg (17 000-15 000 a. p.) y Fase Pommem (20 200-17 000 a. p.)? (coincide con H1, 15 000 a. p.)
- Interestadial Lascaux, 21 000-20 200 a. p.
- Estadial ¿22 000-21 000?
- Interestadial Laugerie (DO2), 23 500-22 000 a. p.
- Estadial ¿¿ Fase Frankfurt (24 000-22 000 a. p.) y Fase Brandenburg (26 000-24 000 a. p.) ?? (coincide con H2, 26 000 a. p.)
- Interestadial Tursac (¿DO3? ¿DO4?), 29 000-27 500 a. p.
- Estadial ¿31 500-29 000? (coincide con H3, 30 000 a. p.)
- Interestadial Maisières (DO5), 32 500-31 500 a. p.
- Estadial ¿¿ ?? ¿¿ Último Máximo Glacial ?? (Last Glacial Maximum LGM: Growth of the ice sheets to their maximum positions occurred between 33.0 and 26.5 ka in response to climate forcing from decreases in northern summer insolation, tropical Pacific sea surface temperatures, and atmospheric CO2. Nearly all ice sheets were at their LGM positions from 26.5 ka to 19 to 20 ka, corresponding to minima in these forcings.)
- Interestadial Denekamp (¿DO6? ¿DO7?), 36 000-32 500 a. p.
- Estadial Huneborg, 41 400-36 000 a. p. (coincide con H4, c. 39 000 a. p.)
- Interestadial WII-III/2 (DO11) 42 500-42 000 a. p.
- Estadial ¿¿ ??
- Interestadial Hengelo (DO12), 43 300-41 400 a. p.
- Estadial ¿¿ ??  (coincide con H5, 46 000 a. p.)
- Interestadial Moershoofd 50 700 a. p. (¿DO13? -48 000 a. p.-)
- Estadial ¿¿ ??
- Interestadial Glinde (WP IV) 53 500 a. p.
- Estadial Ebersdorf (WP III) 55 500 a. p.
- Interestadial Oerel (WP II) 59 700 a. p.
- Estadial Shalkholz (WPI) 62 000 a. p. ¿¿ coincide con H6, c. 60 000 a. p. ??

- Glacial temprano (Vroeg, Early Glacial), 115 000-60 000 a. p. o 110 000-74 000 a. p.[34]

- Interestadial Odderade (WF IV, MIS 5a), c. 74.000 a. p. o 85.000-70.000 a. p. (se identifica con Saint Germain II -Grande Pile-)
- Estadial Rederstall (WF III MIS 5b) ?
- Interestadial Brörup (WF II MIS 5c) ?
- Estadial¿¿??
- Interestadial Amersfoort ?
- Estadial Herning (WF I, MIS 5d) 117 500 a. p.

Estadios isotópicos
- MIS 1 (Holoceno o Posglacial)[38]

Tarantiense o Pleistoceno Superior (Late Pleistocene, MIS 5 a MIS 2: 126 000-11 700 a. p.); Glaciación Würm (MIS 2 a MIS 4: 117 000- 11 000 a. p.)
- MIS 2 (Estadial Würmiense Final o Pleniglaciar Würmiense Final)
- MIS 3 (Interestadial Wurmiense), 60 000-40 000 a. p., en el medio de la glaciación, que lleva cifra impar (por tanto, es interestadial), en un principio se creyó que era un interglaciar.
- MIS 4 (Estadial Würmiense Inicial o Pleniglaciar Würmiense Inicial) , 79 000-59 000 a. p.
- MIS 5,[39] interestadial, 130 000-80 000 a. p.; identificable con el interglaciar Riss-Wurm (130 000-115 000 a. p.) y con los primeros estadios del Würm (Glacial Temprano, 115 000-60 000 a. p. o 110 000-74 000 a. p.)

- MIS 5a (Odderade)
- MIS 5b (Rederstall)
- MIS 5c (Brörup)
- MIS 5d (Herning)

Chibaniense o Pleistoceno Medio (Middle Pleistocene), 774 000-129 000 a. p.
- MIS 6, estadial, 186 000-130 000 a. p. (glaciación Riss -Europa Central-, glaciación Saale[40] -Europa del Norte-, Wolstoniense[41] -Gran Bretaña-, o Illinoisiense[42] -Norteamérica-), tiene como divisiones:

- fase Drenthe (a su vez dividido en Drenthe I y Drenthe II)
- fase Warthe
- estadial Fuhne
- interestadial Dömnitz

- MIS 7, interestadial, 240 000-180 000 a. p.
- MIS 8, estadial, 300 000-240 000 a. p.
- MIS 9, interestadial, 360 000-300 000 a. p. (con un máximo térmico en 340 000 a. p., y mínimo térmico en 320 000 a. p.)
- MIS 10, estadial. 400 000-360 000 a. p.
- MIS 11, interestadial, 424 000-374 000,[43] (interglaciar Mindel-Riss -Europa Central-, Hoxniano[44] -Islas Británicas- o Holstein[45] -Europa del Norte). Se le considera muy similar al MIS 1, el actual.
- MIS 12, estadial, 434 000 a. p. (glaciación Mindel -Europa Central-, Elster[46] -Europa del Norte- o Angliense[47] -Gran Bretaña-; en Norteamérica los periodos glaciales e interglaciales conocidos antiguamente como Nebraska, Aftoniense, Kansan[48] y Yarmoutianense se agrupan en uno único conocido como Pre-Illinoiense[49])
- MIS 13, interestadial, 524 000-474 000 a. p.[50] (interglaciar Günz-Mindel -Europa Central- o Cromeriense -Europa del Norte, dentro del que se distinguen Interglacial I, II, II y IV y Glacial a, b y c-)
- MIS 14, estadial, 540 000-520 000 a. p.
- MIS 15, interestadial, 620 000-560 000 a. p.
- MIS 16, estadial, 640 000 a. p. Los mínimos de la glaciación Günz (Menapiana o Beestoniense[51]) ocuparían los MIES 16, 18 y 20 (estadiales) y los máximos relativos los MIES 17 y 19 (interestadiales).
- MIS 17 - 712 000 a. p. -desde aquí, datos de Marine isotope..., Bassinot et al. (1994)-
- MIS 18 - 760 000 a. p.

Calabriense o final del Pleistoceno Inferior, 1 806 000-781 000 a. p.
- MIS 19 - 787 000 a. p. (coincide con la Inversión magnética de Brunhes-Matuyama)
- MIS 20 - 810 000 a. p.
- MIS 21 - 865 000 a. p.
- MIS 22 - 1 030 000 a. p., final del Baveliano[52]
- MIS 62 - 1 750 000 a. p., final del Tigliano[53]

Gelasiense, 2 588 000-1 806 000 a. p. (actualmente se considera el comienzo del Pleistoceno Inferior, anteriormente se consideraba parte del Plioceno)
- MIS 103 - 2 588 000 a. p., final del Plioceno (Terciario) y comienzo del Pleistoceno (Cuaternario), en la escala de tiempo INQUA (las definiciones más antiguas establecían el cambio de periodos  en 1 806 000, sin que eso afecte a los datos MIS).

Límites datados de los estadios de la muestra V28-238; se indica la correspondencia con los "ciclos de K708-7" y "ciclos del loess" (denominados con letras mayúsculas).
- 1-2, 13 000 a. p.
- 5d-5e, 118 000 a. p. (polaridad Blake o excursión Blake[55] -Blake excursion, una excursión geomagnética-)
- 5e-6, 128 000 a. p. (B-C, Riss-Würm)
- 7c-8, 251 000 a. p. (C-D)
- 9-10, 347 000 a. p. (D-E)
- 11-12, 440 000 a. p. (E-F -F se identifica con Mindel-Riss-)
- 13-14, 502 000 a. p. (F-G)
- 15-16, 592 000 a. p. (G-H)
- 17-18, 647 000 a. p. (H-I -a partir de aquí, únicamente ciclos de loess-)
- 19 ,730 000 a. p. (I-J, Günz-Mindel)
- 21-22, 782 000 (J-K Donau-Günz)
- 23-24, 900 000 a. p. (Jaramillo)
- sin numerar, 1 610 000 (Olduvai)

... la situación actual, de polaridad directa, comenzó hace 780 000 años, ... entre esta fecha y hace poco más de 2,5 millones de años la polaridad predominante en el planeta fue inversa. Al período de los últimos 780 000 años de polaridad directa se le conoce como cron Brunhes (en honor del científico que lo descubrió), mientras que a la época anterior, de polaridad inversa, se le nombra como cron Matuyama (también del nombre de su descubridor). Dentro de un cron de polaridad predominantemente directa puede haber pequeños episodios, de corta duración, con polaridad inversa, y la situación contraria (episodios cortos de polaridad directa en un cron de polaridad básicamente inversa) también es frecuente. A estos periodos cortos se les conoce como subcrones. ... dentro del cron Matuyama (de polaridad inversa) hubo tres episodios (subcrones) cortos de polaridad directa. Estos subcrones son los conocidos como Jaramillo (entre hace 0,99 y 1,07 millones de años), Olduvai (entre hace 1,77 y 1,95 millones de años) y Reunión (entre hace 2,14 y 2,15 millones de años).

La elaboración de la reconstrucción paleoambiental del Pleistoceno se apoya en gran medida en el registro estratigráfico obtenido de varios cientos de muestras obtenidas por la perforación de los fondos oceánicos. Con los sondeos se extraen columnas de sedimento formado por los esqueletos de ... foraminíferos ... compuestos en gran parte de carbonato cálcico ... [;] cuando están vivos, absorben isótopos de oxígeno (O18 y O16). La proporción de estos dos isótopos en el agua varía debido a procesos simples de evaporación. Si esta es elevada, se evapora el más ligero de los isótopos, y el océano queda enriquecido de O18. En época de formación de los mantos de hielo, el nivel del mar desciende a medida que la humedad se evapora y ... forma los casquetes continentales... En este momento los océanos quedaron totalmente cargados de O18. Los foraminíferos absorbían el O16 y O18 en las proporciones entonces presentes en el océano. Si se analiza una columna de sedimento es posible obtener un registro preciso del volumen continental de hielo, respecto al volumen del océano. Las curvas obtenidas NO son lecturas de paleotemperatura, sino informes del tamaño de los océanos. La formación de los casquetes continentales de hielo es la causa de la reducción del tamaño de los océanos y de su enriquecimiento en O18. La muestra que se utiliza como referencia estándar para los acontecimientos de los últimos 700.000 años proviene de Plateau Salomon [sic -Islas Salomón, Mar de Salomón, Meseta Ontong Java Ontong Java Plateau-], en el Océano Pacífico, y su nº es V28-238. Las muestras de sondeos marinos registran acontecimientos de importancia local (por ejemplo las glaciaciones europeas) a escala mundial. En la muestra V28-238, el límite Brunhes/Matuyama se encuentra a 1.200 cm de profundidad. Este límite es un cambio en la polaridad magnética de la tierra. Los estudios de paleomagnetismo han demostrado que hace 730.000 años el campo magnético pasó de una polaridad magnética invertida (Matuyama) a una normal (Brunhes). Durante el Brunhes se dan algunos episodios, a corto plazo, de polaridad invertida. El límite Brunhes/Matuyama es una guía de importancia mundial, porque se puede identificar en las muestras oceánicas y en las rocas volcánicas terrestres. La frontera marca la división entre Pleistoceno inferior y medio.
La composición atmosférica durante los períodos de expansión y retrocesos de los glaciares fue identificada mediante el análisis de hielo antártico. El hielo es perforado y se extraen muestras llamadas testigos. En su interior hay burbujas de aire encerrado que se estudian. Esta información se remonta 160.000 años. ... Hay nuevos resultados que extienden 400.000 años atrás... Indica fluctuaciones de temperatura y muestra concentraciones de gases... Las temperaturas se estimaron determinando la abundancia de deuterio (un isótopo natural del hidrógeno) en el hielo. Otro indicador de la temperatura fue la variación de conductividad eléctrica del hielo. Ambas líneas muestran variaciones a través del tiempo coincidentes con las muestras de fondos oceánicos.
La realización de las correlaciones entre distintos tipos de datos para realizar una reconstrucción ambiental tiene complicaciones (al igual que en lo cultural). Primero: la división de los datos en estadios ya es arbitraria y depende de las intenciones del estudio y el modo de reconocer los intervalos. En consecuencia no siempre queda claro si se están comparando unidades similares (por ejemplo comparar el estadio Günz, con cierta unidad del registro marino). ... Segundo...: las distintas líneas de evidencia que se usan. Un interestadial identificado por escarabajos difiere de otro identificado por caracoles o el polen. La inferencia desde la estática hasta la dinámica, desde la muestra ambiental hasta el sistema paleoecológico, es la misma que afronta la arqueología con el registro arqueológico. Tercero: distintas líneas de evidencia no responden del mismo modo en todo el continente a las condiciones cambiantes del clima. Ellas se ocupan de escalas diferentes de reconstrucción ambiental en distintas proporciones de tiempo (... [el análisis de los] escarabajos es local, y [a] escala corta, [el del] polen es un poco más amplio y los cambios son más lentos, y en el otro extremo [el análisis del] fondo marino, mide [el] volumen oceánico).

### Otros usos
No debe confundirse el uso del término "estadial" en geología y paleoclimatología con otros usos del término, también derivados de la acepción del término "estadio" definida por el DRAE como "período o fase de un proceso". "Estadial" no está recogido en el DRAE ("estadal" tiene una etimología diferente -de "estado"-).
- Historia estadial (historia conjetural)[61]
- Teoría estadial (evolución sociocultural: salvajismo, barbarie y civilización, fases del desarrollo histórico en Auguste Comte -estadio teológico, metafísico y científico positivo-, Karl Marx -modos de producción esclavista, feudal, capitalista y socialista-, etc.)